# Emil Stöhr
Emil Stöhr, geboren als Emil Paryla (* 5. Dezember 1907 in Wien, Österreich-Ungarn; † 26. Februar 1997 in München) war ein österreichischer Schauspieler und Regisseur.

## Leben
Emil Paryla stammte aus einfachen Verhältnissen, der Vater war Bürodiener beim Finanzministerium und die Mutter Flaschenwäscherin in einer Kellerei. 1917 starb der Vater und die Mutter zog ihre beiden Söhne Karl und Emil allein groß. Nach dem Realschulbesuch nahm er eine Ausbildung an der Akademie für Musik und darstellende Kunst. Sein erstes Engagement hatte er am Theater Breslau.
Nach der Machtergreifung der Nationalsozialisten emigrierte der Kommunist Stöhr in die Schweiz. Von 1933 bis 1937 war er am Schauspielhaus Zürich engagiert, 1937/38 am Theater an der Wien und nach dem Anschluss Österreichs von 1938 bis 1946 wieder am Schauspielhaus Zürich, dann von 1946 bis 1948 am Deutschen Volkstheater Wien.
1948 übernahm er zusammen mit seinem älteren Bruder Karl, Wolfgang Heinz, Günther Haenel und Friedrich Neubauer die Leitung des Neuen Theaters in der Scala in Wien. Nach der Schließung der Scala ging er 1956 Jahre in die DDR und arbeitete dort von 1956 bis 1962 als Regisseur und Darsteller am Deutschen Theater. Von 1962 bis 1965 lebte er in der Bundesrepublik und arbeitete als Schauspieler in München. Von 1965 bis 1970 war er am Stadttheater Bern engagiert, von 1970 bis 1975 fungierte er als Schauspieldirektor am Atelier-Theater Bern. Danach ließ er sich in München nieder und konzentrierte sich auf seine Arbeit beim Fernsehen. Unter anderem hatte er in den 1980er Jahren Dauerrollen in der deutschen Serie Ein Stück Himmel und in der österreichischen Familienserie Familie Merian.
Stöhr war der Vater der Schauspielerin und Regisseurin Katja Paryla und über seinen älteren Bruder Karl der Onkel der Schauspieler Michael, Nikolaus und Stephan Paryla. 
Seine Grabstätte befindet sich auf dem Wiener Zentralfriedhof (Gr. 89, R. 18, Nr. 51).

## Filmografie
- 1938: Prinzessin Sissy
- 1954: Schicksal am Lenkrad
- 1955: Robert Mayer – Der Arzt aus Heilbronn
- 1958: Tilman Riemenschneider
- 1964: Die Geschichte von Joel Brand
- 1964: Das Kriminalmuseum – Der Füllfederhalter
- 1966: Raumpatrouille – Planet außer Kurs (von Wennerstein)
- 1966: Raumpatrouille – Invasion (von Wennerstein)
- 1967: Der Befehl (Fernsehfilm des ORF, Regie: Edwin Zbonek, Hauptrolle)
- 1967: Nach der Entlassung (Fernsehfilm des ORF, Regie: Edwin Zbonek, Hauptrolle)
- 1970: Traumnovelle
- 1972: Briefe von gestern
- 1973: Die Parade
- 1978: Wallenstein
- 1982: Ein Stück Himmel (Fernsehserie)

## Theater

### Regie
- 1955: Johann Nestroy: Theaterg’schichten – (Deutsches Theater Berlin)
- 1957: Frances Goodrich/Albert Hackett: Das Tagebuch der Anne Frank – (Deutsches Theater Berlin – Kammerspiele)
- 1958: Erich Maria Remarque: Die letzte Station – (Deutsches Theater Berlin – Kammerspiele)
- 1959: Carlo Goldoni: Das Kaffeehaus – (Deutsches Theater Berlin – Kammerspiele)
- 1961: Walter Hasenclever: Ein besserer Herr – (Volksbühne Berlin)

### Darsteller
- 1956: Oscar Wilde: Bunbury (Ernest) – Regie: Herwart Grosse (Deutsches Theater Berlin – Kammerspiele)
- 1957: Johann Nestroy: Einen Jux will er sich machen (Weinberl) – Regie: Otto Tausig (Deutsches Theater Berlin)
- 1959: Unbekannter Verfasser: Die Trickbetrügerin und andere merkwürdige Begebenheiten – Regie: Herwart Grosse (Deutsches Theater Berlin – Kammerspiele)
- 1961: Anton Tschechow: Der Kirschgarten (Trjofimow) – Regie: Wolfgang Heinz (Deutsches Theater Berlin)